# Segundo Frente
Segundo Frente (Alternativschreibweise: II Frente) ist ein Municipio im Norden der kubanischen Provinz Santiago de Cuba. Verwaltungssitz ist die Stadt Mayarí Arriba. Der Verwaltungsbezirk ist nach der Kampfgruppe Segundo Frente Oriental „Frank País“ (deutsch: Zweite Ostfront) benannt, die im März 1958 während des Rebellenkrieges gegen die Regierung Fulgencio Batistas hier unter dem Kommando von Raúl Castro errichtet wurde, der sich hierfür mit einigen Mitkämpfern von der von Fidel Castro befehligten Basis der Rebellenarmee der Bewegung des 26. Juli in der Sierra Maestra trennte.
Segundo Frente befindet sich am Südhang der Sierra Cristal. im Nordwesten grenzt es an das Municipio Mayarí, im Nordosten an Sagua de Tánamo (beide Provinz Holguín), im Süden an Songo - La Maya,  im Osten an El Salvador (Provinz Guantánamo) und im Westen an San Luis. Größter Fluss ist der Río Jarahueca, die höchste Erhebung der Pico Cristal.
Hauptwirtschaftszweig des Municipios ist die Landwirtschaft, deren wichtigste Produkte Kaffee, Esswaren, Gemüse, Zitrusfrüchte und Obst sind.
Das Municipio hat 40.885 Einwohner. Bei einer Fläche von 540,2 km² ergibt das eine Bevölkerungsdichte von 75,7 je Quadratkilometer.
Am Ortsrand von Mayarí Arriba befindet sich auf dem Gelände der ehemaligen Kommandozentrale der Kampfgruppe Segundo Frente heute ein Museum sowie ein Ehrenmal mit Gräbern Angehöriger der Rebelleneinheit, darunter z. B. Vilma Espín.
Seit Bildung des Nationalparlaments Asamblea Nacional del Poder Popular 1976 wird der Wahlbezirk Segundo Frente vom ehemaligen Staatspräsidenten Raúl Castro vertreten, dem bei den Parlamentswahlen einzigen Kandidaten der (allein zugelassenen) Kommunistischen Partei Kubas.